# Liga de Voleibol Superior Femenino 1996
La Liga de Voleibol Superior Femenino 1996 si è svolta nel 1996: al torneo hanno partecipato 8 franchigie portoricane e la vittoria finale è andata per la prima volta alle Criollas de Caguas.

## Regolamento
La competizione prevede che le otto squadre partecipanti si sfidino, per circa due mesi, senza un calendario rigido, fino a disputare ventuno partite ciascuna. Le prime sei classificate si classificano ai play-off scudetto: 
- ai quarti di finale le squadre posizionate dal terzo al sesto posto si incrociano col metodo della serpentina, sfidandosi al meglio delle tre gare;
- le due vincitrici dei quarti di finale si incrociano in semifinale con le prime due classificate in regular season, sfidandosi al meglio delle sette gare;
- le vincitrici delle semifinali accedono alla finale scudetto, che si gioca sempre al meglio delle sette gare.

## Squadre partecipanti
| - Capitanas de Arecibo - Chicas de San Juan - Conquistadoras de Guaynabo - Criollas de Caguas | - Leonas de Ponce - Llaneras de Toa Baja - Pinkin de Corozal - Volleygirls de Guayanilla |

## Campionato

### Regular season

#### Classifica
| Pos. | Squadra                    | Pt    | G  | V  | P  | SV | SP | Ratio | PF | PS | Ratio |
| ---- | -------------------------- | ----- | -- | -- | -- | -- | -- | ----- | -- | -- | ----- |
| 1    | Pinkin de Corozal          | 0.810 | 21 | 17 | 4  | -  | -  | -     | -  | -  | -     |
| 2    | Criollas de Caguas         | 0.762 | 21 | 16 | 5  | -  | -  | -     | -  | -  | -     |
| 3    | Leonas de Ponce            | 0.714 | 21 | 15 | 6  | -  | -  | -     | -  | -  | -     |
| 4    | Conquistadoras de Guaynabo | 0.476 | 21 | 10 | 11 | -  | -  | -     | -  | -  | -     |
| 5    | Chicas de San Juan         | 0.476 | 21 | 10 | 11 | -  | -  | -     | -  | -  | -     |
| 6    | Llaneras de Toa Baja       | 0.286 | 21 | 6  | 15 | -  | -  | -     | -  | -  | -     |
| 7    | Capitanas de Arecibo       | 0.238 | 21 | 5  | 16 | -  | -  | -     | -  | -  | -     |
| 8    | Volleygirls de Guayanilla  | 0.238 | 21 | 5  | 16 | -  | -  | -     | -  | -  | -     |

| Ammesse ai play-off scudetto |

## Classifica finale
| Pos | Squadra                    |
| --- | -------------------------- |
| 1   | Criollas de Caguas         |
| 2   | Pinkin de Corozal          |
| 3   | Leonas de Ponce            |
| 4   | Conquistadoras de Guaynabo |
| 5   | Chicas de San Juan         |
| 6   | Llaneras de Toa Baja       |
| 7   | Capitanas de Arecibo       |
| 8   | Volleygirls de Guayanilla  |

## Premi individuali
| Premio                   | Giocatrice         | Squadra                    |
| ------------------------ | ------------------ | -------------------------- |
| MVP della Regular Season | Lilliana Denoon    | Pinkin de Corozal          |
| MVP delle finali         | Vanessa Papaleo    | Criollas de Caguas         |
| MVP dello All-Star Game  | Lilliana Denoon    | Pinkin de Corozal          |
| Miglior palleggiatrice   | Lilibeth Rojas     | Pinkin de Corozal          |
| Miglior difesa           | Vanessa Papaleo    | Criollas de Caguas         |
| Miglior muro             | Michelle Maltes    | Leonas de Ponce            |
| Miglior esordiente       | Carla Febo         | Conquistadoras de Guaynabo |
| Rising star              | Michelle Sánchez   | Leonas de Ponce            |
| Miglior allenatore       | Carlos Pizarro     | Pinkin de Corozal          |
| Premio fair-play         | Lilibeth Rojas     | Pinkin de Corozal          |
| Giocatrice più dominante | Anivette Rodríguez | Volleygirls de Guayanilla  |
| All-Star Team            | Lilibeth Rojas     | Pinkin de Corozal          |
| All-Star Team            | Anivette Rodríguez | Volleygirls de Guayanilla  |
| All-Star Team            | Elaine López       | Leonas de Ponce            |
| All-Star Team            | Xiomara Molero     | Conquistadoras de Guaynabo |
| All-Star Team            | Yanira Santiago    | Criollas de Caguas         |
| All-Star Team            | Lilliana Denoon    | Pinkin de Corozal          |
| Offensive Team           | Yanira Santiago    | Criollas de Caguas         |
| Offensive Team           | Lilliana Denoon    | Pinkin de Corozal          |
| Offensive Team           | Anivette Rodríguez | Volleygirls de Guayanilla  |
| Offensive Team           | Elaine López       | Leonas de Ponce            |
| Offensive Team           | Xiomara Molero     | Conquistadoras de Guaynabo |
| Offensive Team           | Sheila Conley      | Conquistadoras de Guaynabo |